# ジョルジュ・サンド (小惑星)
ジョルジュ・サンド (10733 Georgesand) は、小惑星帯に位置する小惑星。ベルギーの天文学者エリック・エルストがヨーロッパ南天天文台で発見した。
19世紀のフランスの女流作家ジョルジュ・サンドから命名された。